# Saint-Germain-de-Lusignan

Saint-Germain-de-Lusignan este o comună în departamentul Charente-Maritime, Franța. În 1 ianuarie 2022 avea o populație de 1.298 de locuitori.